# Albedo 0.39
„Albedo 0.39” је шести албум грчког композитора и извођача Вангелиса. Издат је 1976. године.
Albedo 0.39 је концептуални албум, а други албум Вангелиса урађен у студију Nemo Studios у Лондону. Албум се разликује од његовог претходног албума Heaven and Hell где је коришћено хорско певање у композицијама, док је на овом албуму више заступљен џез звук. Издвајају се композиције Alpha и Pulstar.

## Албедо
Овај албум је добио назив по појму Албедо, који је мера рефлексивности површине или тела. То је однос одбијеног електромагнетног зрачења и онога које пада на тело. Однос се обично изражава као децимална вредност, или као проценат (од 0% до 100%). Ово је врло важна мера у климатологији и астрономији.
Албедо свежег снега износи до 90%. Океанска површина има мали албедо. Просечан албедо планете Земље је 37-39%, док је албедо Месеца око 12%. У астрономији се албедо небеског тела може користити да се донесу закључци о саставу површине тела.

## Списак песама
1. "Pulstar"  – 5:45
2. "Freefall"  – 2:20
3. "Mare Tranquillitatis"  – 1:45
4. "Main Sequence"  – 8:15
5. "Sword of Orion"  – 2:05
6. "Alpha"  – 5:45
7. "Nucleogenesis (Part One)"  – 6:15
8. "Nucleogenesis (Part Two)"  – 5:50
9. "Albedo 0.39"  – 4:30

### Видео
- Pulstar